# Zabim
Zabim (hebräisch זָבִים Savīm „Die mit Samenfluss Behafteten“) ist ein Traktat der Mischna. Er ist der neunte Traktat der sechsten Ordnung Teharot, die sich in zwölf Traktaten mit den Fragen ritueller Reinheit befasst. Die Schrift ist in fünf Abschnitte unterteilt und befasst sich mit den Vorschriften für Männer und Frauen, bei denen verschiedene Formen von Sekretion im Genitalbereich auftreten. Diese gelten als „die Quellen der Unreinheit“ (hebräisch אֲבוֹת הַטֻּמְאָה). Zu ihnen zählen bei den Männern die „Samenflüssigen“ (hebräisch זָב) und bei den Frauen die „Blutflüssigen“ (hebräisch זָבָה), „Menstruierenden“ (hebräisch נִדָּה) und die die „Gebärenden“ (hebräisch יוֹלֶדֶת). Er bezieht sich auf die Bibel (Lev 15 ).
Die in älteren Ausgaben des Traktates vorkommende Gleichsetzung von Samenfluss und Gonorrhoe wird in der neueren Literatur angesichts der Tatsache, dass die Sekretion ein Symptom verschiedener Krankheiten sein kann, zugunsten einer weniger spezifischen Formulierung wie „ein Mensch, der an krankhaften Ausflüssen aus den Genitalien leidet“ aufgegeben.

## Gliederung und Inhalt
- Das erste Kapitel gibt dabei die Definition, welche unterschiedlichen Formen der Sekretion es gibt und wie diese unter dem Aspekt der Unreinheit zu bewerten sind. Unterschieden wird hierbei zum einen zwischen normalem „Samenerguss“ (שִׁכְבַת זֶרַע; Schichvat Serʿa)[4] und den krankhaft definierten Formen, die auch als „Samenflusskrankheit“ (זוֹב; Sov)[5][4][6] bezeichnet werden. Dann ist bei der Diagnose die Dauer und die Häufigkeit des Phänomens zu berücksichtigen (hebräisch הרוֹאֶה רְאִיָּה אַחַת - מֶשֶׁךְ ה"זוֹב" שמַגְדִּיר אֶת האָדָם כְּזָב).
- Das zweite Kapitel behandelt die Frage, wer alles von der Samenflusskrankheit betroffen sein kann, und beschreibt die sieben Untersuchungen des Kranken und der Krankheit.[7] Das Kapitel erklärt auch, über welchen Zeitraum das Phänomen auftreten muss, damit jemand als Samenflusskranker זָב bezeichnet werden kann, und wodurch die Krankheit verunreinigend wirkt. So etwa durch Anlehnen (hebräisch האִישִׁים הרְאוּיִים לְהֵחָשְׁב כְּזָבִים אם רָאוּ זִיבָה. האוֹפָנִים שֶׁבהם הזָב מְטֻמַּא חֳפָצִים שֶׁהוא נִשְׁעַן עליהם).
- Im dritten und vierten Kapitel werden Verunreinigungen durch den Erkrankten (זָב) aufgeführt, die ohne Berührung entstehen können. So durch Bewegung, Druck, Belastung sowie Überbelastung (hebräisch האוֹפָנִים שֶׁבהם הזָב מְטֻמַּא חֳפָצִים שֶׁהוא מָזיז אוֹתָם, אף ללא נְגִיעָה בהם[8]).
- Das fünfte Kapitel handelt von den Graden der Unreinheit und ihrer Übertragbarkeit, die über die Samenflusskrankheit hinausgehen, sowie von Fragen der Übertragbarkeit der Unreinheit auf Dinge wie z. B. die Teighebe.[9]